# Oryks południowy
Oryks południowy (Oryx gazella) – gatunek ssaka z rodziny wołowatych (Bovidae).

## Występowanie

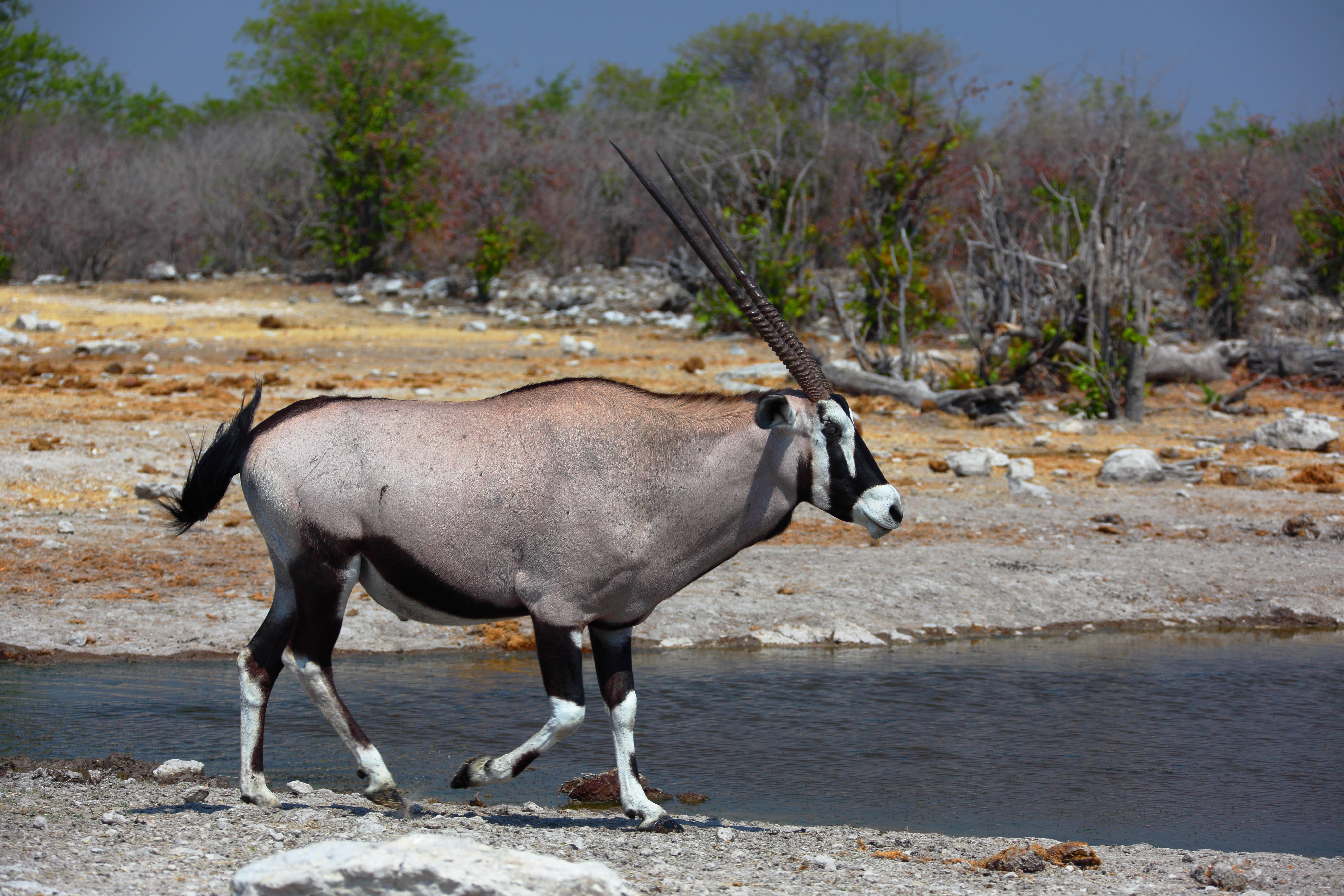
Oryks południowy, samiec w Parku Narodowym Etosza, Namibia

Suche tereny trawiaste i pustynne południowo-zachodniej Afryki. Głównie Afryka Południowa (RPA, Namibia, Botswana, Angola, Zimbabwe, Tanzania, Uganda) oraz mniej licznie na wschodzie kontynentu (Etiopia, Sudan, Somalia). Obecnie gatunek można odnaleźć również na terenie USA (Nowy Meksyk), dokąd został sztucznie wprowadzony. Oryksy południowe żyją w stadach liczących 30–40 osobników, obowiązuje hierarchia. O. gazella zamieszkuje stepy, sawanny, półpustynie i pustynie; preferuje kamieniste równiny (ze stałym dostępem do wody), ale równie dobrze radzi sobie na terenach górzystych (zarejestrowane na wysokości 900 m n.p.m.) z sezonowym dostępem do wody. Częściej wybiera otwarte, niezarośnięte przestrzenie niż te z bujną roślinnością.

## Wymiary
- Masa ciała: 180–225 kg.
- Długość ciała: 1,8–2,35 m.
- Długość ogona: 80–90 cm.
- Wysokość w kłębie: 1,2–1,4 m.

## Wygląd
Barwa płowa z białą stroną brzuszną. Głowa czarno-biała. Czarne pasy biegnące od gardła, przez boki, do górnej części kończyn tylnych. Ogon barwy czarnej.
Rogi występują u obu płci, proste lub lekko wygięte, dorastają do 120–150 cm długości.

## Pożywienie
Żywi się roślinami, głównie trawą, ziołami, soczystymi korzeniami, owocami, pąkami drzew i krzewów. Może obejść się bez wody przez kilka dni. Jest ekspertem w znajdowaniu wody, często kopie w wysuszonym korycie rzeki, by uzyskać dostęp do wody zgromadzonej pod ziemią.

## Rozmnażanie
Po ciąży, która trwa 240 dni, rodzi się jedno młode.

## Znaczenie dla gospodarki
O. gazella stanowi ważny element w gospodarce krajów Afryki Południowej. Dla celów ekonomicznych hodowany na farmach, ranczach – rekreacja oraz przemysł spożywczy. Ceniony jako trofeum łowieckie. Mieszkańcy plemion wykorzystują grubą skórę i rogi oryksów do produkcji tradycyjnej broni. Zwierzęta te bywają atrakcją ogrodów zoologicznych.